# بتن غلطکی

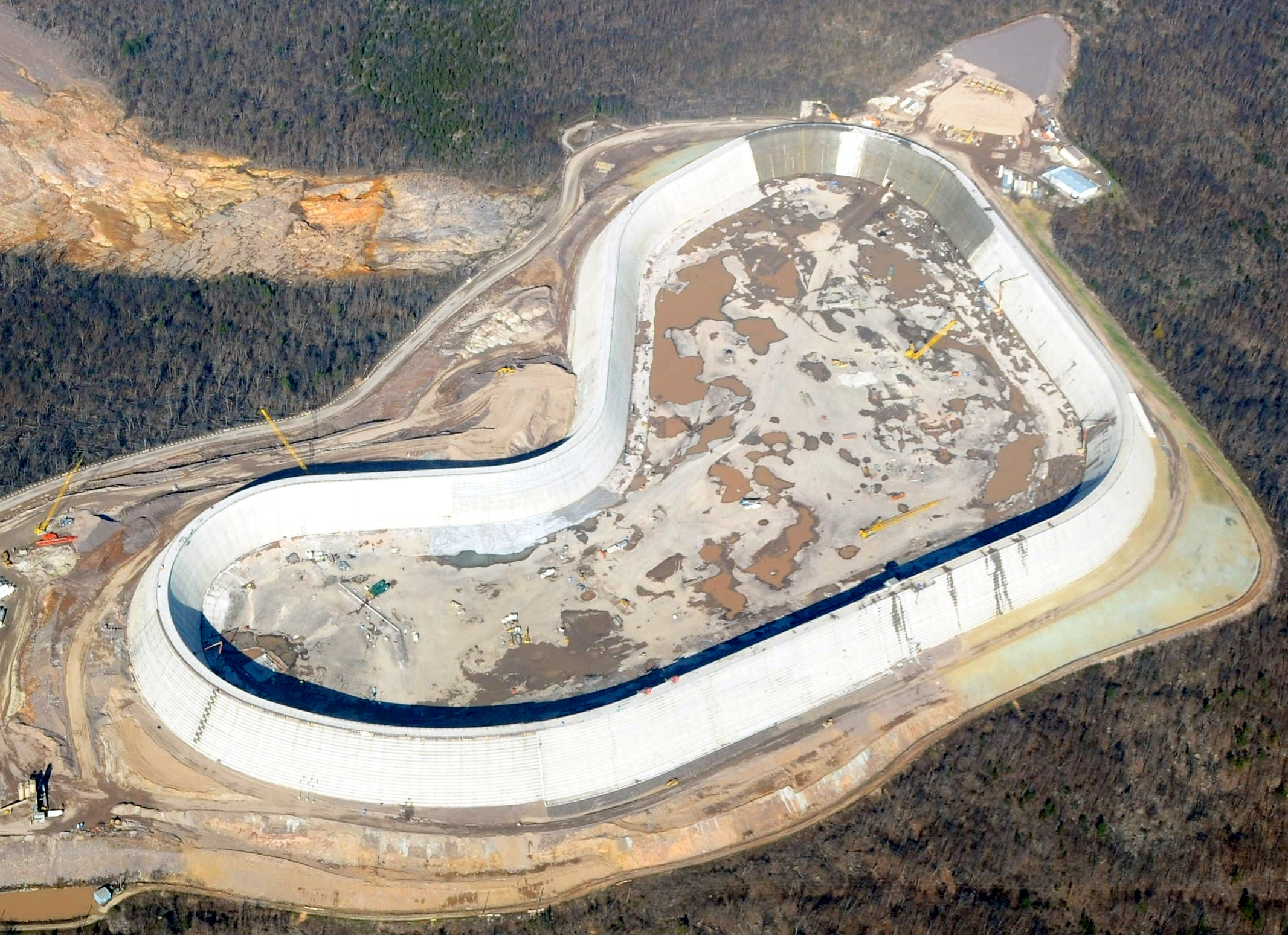
بزرگترین سد آمریکای شمالی که با بتن غلطکی ساخته شده‌است.

بتن غلتکی یا بتن متراکم شده با غلتک یا بتن غلطکی، بتنی با اسلامپ صفر می‌باشد که با ارتعاش توسط غلتک‌ها محکم و سفت می‌شود. دو نوع بتن غلتکی در کارهای ساختمانی به کار می‌رود، بتن غلتکی حجیم با عیار سیمان کم، در ساخت سدها و سازه‌های حجیم مانند دیوارهای حایل، پایه‌های سنگین و خاکریزها که در آن‌ها مقاومت زیاد مورد نیاز نیست و بتن غلتکی با عیار سیمان نسبتاً زیاد، در اجرای سریع لایه‌های روسازی بزرگراه‌ها و پوشش‌های مشابه که در آنها مقاومت مکانیکی و سایشی بالایی مورد نیاز است. مزیت اصلی این نوع بتن‌ها، هزینه پایین آن است.
بتن غلطکی در ساخت سد بکار می‌رود که از نظر اقتصادی و سرعت تکنیک جایگزین موادی مانند مصالح سدهای خاکی و از نظر مکانیکی یعنی استحکام و دوام، مانند بتن است. این تکنولوژی تحت عناوین زیر در کشورهای مختلف مورد بررسی و اجرا قرار گرفته است.
آرسی‌دی (RCD) Roller Compacted Dam Concrete و آرسی‌سی (RCC) Roller Compacted Concrete به ترتیب در ژاپن و آمریکا رشد و توسعه یافته‌اند و به عنوان اصلی‌ترین روش‌ها شناخته شده‌اند.

## سدهای بزرگ بتن غلتکی ایران
سدهای بتن غلتکی ساخته شده و در حال ساخت ایران شامل موارد زیر است:
عزیز کیان، بداولی، باغان، چم شیر، چشمه عاشق، دشت پلنگ، دیورش، قدرونی، قصر قند، قیز قلعه، هایقر، جگین، ژاوه، کهیر، پایه پل (کرخه)، خسویه، ماشکید سفلی، پیرتاق، رامین، شفارود، شهری کور، شرب گارود، شور خوزستان۲، تنگه ماشوره، تراز، زیردان، زهره۲

## لزوم استفاده
در بسیاری از کشورها هزینه ساخت سدهای بتنی با سرعتی بیش از هزینه‌های مشابه در سدهای خاکی افزایش یافته‌است به طوری که در سال ۱۹۶۰ حدوداً ۳۷٪ سدها، بتنی بوده و در فاصله سال‌های ۱۹۶۱ تا ۱۹۷۰ این عدد به ۲۳٪ تقلیل یافته است. استفاده از بتن غلطکی در ساخت سدهای بتنی دارای مزایای اقتصادی و سرعت عمل قابل ملاحظه‌ای نسبت به سدهای معمولی است و از تجارت و تلاش‌های موفق سد سازی در دهه اخیر محسوب می‌شود.

## مزایای استفاده از بتن غلطکی
1. مقاومت خمشی بالا (۳٫۵–۷٫۵)قابلیت تحمل بارهای سنگین و متناوب را بدون گسیختگی به وجود می ٱورد که کاهش هزینه‌های اجرایی و زمان ساخت را به دنبال دارد.
2. مقاومت فشاری بالا-توانایی مقاومت در برابر بارگذاری عظیم و ضربه‌ای را در کارخانه‌ها، مناطق نظامی و تجهیزات معدنی را باعث می‌شود.
3. مقاومت برشی بالا از ایجاد شیارهایی که توسط حرکت چرخ‌ها روی سطوح بتنی ایجاد می‌شود و نیاز به تعمیرات بعدی جلوگیری می‌کند.
4. چگالی بالا و نفوذ پذیری کم، دوام و پایداری بسیار زیادی راحتی تحت سیکلهای ذوب و انجماد به وجود می‌آورد.
5. مصرف کم‌آب و نسبت آب به سیمان پایین-مقاومت بالا کاهش نفوذ پذیری و افزایش دوام و مقاومت در برابر حملات شیمیایی را باعث می‌شود.
6. به هم پیوستگی دانه‌ها:به وجود آوردن مقاومت برشی بالا در تکیه گاه‌ها و ترک‌های کنترل نشده که باعث جلوگیری از جا به جایی عمودی و گسلش می‌شود.
7. نیاز به قالب بندی و پرداختن ندارد که باعث بالا رفتن سرعت ساخت، کاهش هزینه‌ها و نیروی انسانی مورد نیاز کمتری می‌شود.
8. سطحی سخت و با دوام با رنگ روشن که در برابر سائیدگی و رنگ روشن آن باعث کاهش هزینه ناشی از نور پردازی در پارگینگ‌ها و انبارها می‌شود.
9. کاهش میزان سیمان مصرفی و حذف سیستم‌های خنک‌کننده در بدنه سدها
10. استفاده از تجهیزات معمول برای حمل و نقل و بتن ریزی
11. سرعت بالای بتن ریزی
12. حذف درزهای طولی در سدها[۲]